# Sur la piste des Cheyennes
Pour les articles homonymes, voir The Quest.
Sur la piste des Cheyennes (The Quest) est une série télévisée américaine créée par Tracy Keenan Wynn en un pilote de 90 minutes diffusé le 13 mai 1976 et un téléfilm de 70 minutes ainsi que quatorze épisodes de 52 minutes dont onze ont été diffusés entre le 22 septembre et le 29 décembre 1976 sur le réseau NBC.
En France, la série a été diffusée à partir du 18 septembre 1977 sur Antenne 2, puis Equidia.

## Synopsis
Cette série met en scène deux frères, Morgan et Quentin Beaudine, qui parcourent l'Ouest américain à la recherche de leur sœur Patricia, enlevée très jeune par des Cheyennes.

## Distribution
- Kurt Russell (VF : François Leccia, puis Emmanuel Jacomy) : Morgan Beaudine
- Tim Matheson (VF : Marc François, puis Patrick Borg) : Quentin Beaudine

## Épisodes
Tous les épisodes à l'exception du 5e ont été doublés en français.
1. Sur la piste des Cheyennes (The Quest) (92 minutes) avec Brian Keith, Keenan Wynn, Cameron Mitchell et Neville Brand
2. La Prisonnière des Cheyennes (The Captive) (69 minutes) avec Susan Dey, Russ Tamblyn et Richard Egan
3. Les Chasseurs de buffles (The Buffalo Hunters) - Antenne 2 - 13 novembre 1977 - avec Alex Cord
4. Le Capitaine Shanklin (Shanklin) - Antenne 2 - 18 septembre 1977 - avec Kevin Hagen, John Anderson et Mariette Hartley
5. Day of Outrage (vost sur le DVD) avec George Gaynes, Pamela Sue Martin et Steve Kanaly
6. Ville ouverte (Seventy-Two Hours) - Antenne 2 - 25 septembre 1977 - avec Cameron Mitchell, Aldo Ray, Howard Keel et Fran Ryan
7. La Femme de la prairie (Prairie Woman) - Antenne 2 - 6 novembre 1977 - avec Laraine Stephens, Jim Davis, Francine York et Ty Hardin
8. Les Fils du ciel (Welcome to America, Jade Snow) - Antenne 2 - 2 octobre 1977 - avec Gary Collins, George Lazenby et Richard Loo
9. Terre brûlée [1/2] (The Longest Drive - Part 1) - Antenne 2 - 23 octobre 1977 - avec Dan O'Herlihy, Keenan Wynn, Woody Strode, Erik Estrada et Gary Lockwood
10. Terre brûlée [2/2] (The Longest Drive - Part 2) - Antenne 2 - 30 octobre 1977 - avec Richard Davalos, Erik Estrada et Gary Lockwood
11. Un tireur trop doué (Portrait of a Gunfighter) - Antenne 2 - 20 novembre 1977 - avec Morgan Brittany, Jack Colvin et John Ireland
12. Expédition de secours (The Freight Train Rescue) - Antenne 2 - 4 décembre 1977 - avec Monte Markham et Alan Fudge
13. Le Dernier Trappeur (The Last of the Mountain Men) - Antenne 2 - 11 décembre 1977 - avec Leif Erikson et Pernell Roberts
14. La Guerre des clans (Dynasty of Evil) - Antenne 2 - 9 octobre 1977 - avec Howard Duff
15. Les Séminoles noirs (The Seminole Negro Indian Scouts) - Antenne 2 - 16 octobre 1977
16. La Taverne de Drucker (Incident at Drucker's Tavern) - Antenne 2 - 27 novembre 1977 - avec Morgan Woodward, Scott Hylands et Robert Donner

## Commentaires
La série s'inspire ouvertement de classiques du western comme La Prisonnière du désert ou Nevada Smith, avec une relecture de l'ouest américain, un ouest en pleine mutation ouvrant la place aux grandes métropoles, violent et sans loi.

## DVD (France)
La série est disponible sur le support DVD en France :
- Sur la piste des Cheyennes - Intégrale (Coffret 6 DVD-9 avec livret informatif) sorti le 26 février 2020 édité par Elephant Films et distribué par Sony Pictures Home Entertainment. Le ratio écran est en 1.33:1 plein écran 4:3. L'audio est en Français et Anglais 2.0 Mono avec sous-titres en français. L'intégralité des 15 épisodes ainsi que le pilote est disponible. Il s'agit d'une édition Toutes Zones[2].